# Ringin Jaya (Suoh)
Ringin Jaya is een bestuurslaag in het regentschap Lampung Barat van de provincie Lampung, Indonesië. Ringin Jaya telt 1602 inwoners (volkstelling 2010).